# Science Adventure
Science Adventure (яп. 科学アドベンチャー, Kagaku adobenchā, Наукові пригоди) — серія японських комп'ютерних ігор в жанрі візуальна новела, розроблених 5pb. спільно з Nitroplus. На цей час до серії входять Chaos;Head, Steins;Gate, Robotics;Notes, Chaos;Child, Steins;Gate 0, Robotics;Notes DaSH, а також ряд виготовлених від них ігор (портів, продовжень і побічних історій). Більшість з них отримали манґа- і аніме-адаптації.

## Загальні особливості

### Ігровий процес
Особливістю візуальних новел серії є системи тригерів, що впливають на перебіг гри та отримання тієї чи іншої кінцівки. Водночас стандартні форми взаємодії з гравцем (наприклад, вибір фраз або дій з ряду запропонованих) використовуються рідше, хоча також часто впливають на ігровий процес. В Chaos;Head і Chaos;Child використовується «тригер ілюзій», гравцеві пропонується вибір між двома варіантами ілюзій головного героя: позитивними (смішні сцени, часто з елементами фан сервісу) і негативним (жорстокі, криваві сцени), або ігнорувати тригер і залишатися в реальності. В Chaos;Child також додана «карта-тригер», що пропонує гравцеві розташувати ряд фотографій на карті в певній послідовності (кількість можливих варіантів обмежена, при спробі розташувати фото в неправильній послідовності відбувається відкат і тригер починається заново). В Steins;Gate і Steins;Gate 0 використовуються два варіанти тригера-телефону: в першій грі гравець працює з SMS- повідомленнями, у другій — з месенджером RINE. В Robotics;Notes використовується Pokecom-тригер-гравець використовує планшет головного героя.

### Сюжет
Всі ігри відбуваються в тому самому світі. Сюжет ігор обіграє низку популярних теорій змови. Головні герої зазвичай мають або набувають незвичайні здібності (герої Chaos; Head можуть матеріалізувати ілюзії, герої Steins; Gate винаходять машину часу, герої Robotics; Notes створюють роботів і т. д. буд.). Вони виявляються залучені в протистояння з організаціями, які використовують ті ж здібності, але отримані за допомогою складних технічних засобів (апарат Noah в C; H, великий адронний колайдер S; G і т. д.). Керівна цими організаціями структура називається «комітетом 300».

## Серія
| 2008 | Chaos;Head                            |
| 2009 | Chaos;Head Noah                       |
| 2009 | Steins;Gate                           |
| 2010 | Chaos;Head Love Chu Chu!              |
| 2011 | Steins;Gate: My Darling's Embrace     |
| 2011 | Steins;Gate: Variant Space Octet      |
| 2012 | Robotics;Notes                        |
| 2013 | Steins;Gate: Linear Bounded Phenogram |
| 2014 | Robotics;Notes Elite                  |
| 2014 | Chaos;Child                           |
| 2015 | Steins;Gate 0                         |
| 2016 |                                       |
| 2017 | Chaos;Child Love Chu Chu!!            |
| 2017 | Occultic;Nine                         |
| 2018 | Steins;Gate Elite                     |
| 2018 | 8-bit ADV Steins;Gate                 |
| 2019 | Robotics;Notes DaSH                   |
| 2020 |                                       |
| 2021 |                                       |
| 2022 | Anonymous;Code                        |
| 2023 |                                       |
| 2024 |                                       |
| TBA  | Steins;Gate 0 Elite                   |
| TBA  | Steins;???                            |

### Chaos; Head
ChäoS;HEAd (яп. カオスヘッド, Kaosuheddo) — перша гра серії, випущена у квітні 2008 року для ПК. Охарактеризована як «Ілюзорні наукові пригоди» (яп. 妄想科学ADV, Mōsō kagaku). Події гри відбуваються у 2009 році, головний герой — хікікоморі Такумі Нішіджьо виявляється вплутаний в серію таємничих вбивств.

#### Ігри
- Chaos;Head (PC, 2008)
- Chaos;Head Noah (Xbox 360, PlayStation Portable, iOS, Android, PlayStation 3, 2009) — розширений порт гри, з переробленим інтерфейсом і доданими сюжетними гілками.
- Chaos;Head Love Chu Chu! (Xbox 360, PSP, PS3, 2010) — комедійне відгалуження.
- Chaos;Head Dual (PlayStation Vita, 2014 — компіляція Chaos;Head Noah і Chaos;Head Love Chu Chu![1].

#### Манґа
- Chaos;Head — намальована мангакою під псевдонімом Sumihey, випускалася в журналі ASCII Media Works Dengeki Daioh з травня 2008 по травень 2009 року.
- Chaos;Head: Blue Complex — намальована Нагако Сакакі, випускалася в журналі Media Factory Monthly Comic Alive з серпня 2008 року.
- Chaos;Head H — намальована Такехіто Мідзукі, публікувалася в журналі Comic Rush видавництво Jive з вересня 2008 року.

#### Аніме
Аніме-адаптація студії Madhouse виходила з жовтня по грудень 2008 року.

### Steins;Gate
Steins;Gate (яп. シュタインズ・ゲート, Shutainzu gēto) — друга гра серії, вперше випущена для Xbox 360 в жовтні 2009 року. Охарактеризована як «Гіпотетичні наукові пригоди» (яп. 想定科学ADV, Sōtei kagaku ADV). Події розгортаються у 2010 році, головний герой, Окабе Рінтаро, виявляє, що створений із мікрохвильової печі прилад може відправляти повідомлення в минуле.

#### Гра
- Steins; Gate (Xbox 360, PC, PSP, PS3, Vita, iOS, Android, 2009)
- Steins; Gate: Hiyoku Renri no Darling (Xbox 360, PSP, PS3, Vita, iOS, PS4, Nintendo Switch, 2011) — комедійна побічна історія.
- Steins; Gate: Hen'i Kuukan no Octet (PC) — продовження історії. Стилізована під 8-бітові текстові ігри.
- Steins; Gate: Senkei Kosoku no Phenogram (Xbox 360, PS3, Vita, PS4, PC, Nintendo Switch, 2013) — версія основної історії з перспективи інших героїв. Доступна як бонус при покупці Steins; Gate Elite на PS4 і через Steam.
- 8-bit ADV Steins; Gate (Nintendo Switch) — демейк оригінальної гри в стилі 8-бітних приставок. Доступна як бонус при купівлі Steins; Gate Elite на Nintendo Switch.
- Steins;Gate 0 (PS3, PS4, Vita, Xbox One, PC, Nintendo Switch, 2015) — Продовження та пояснення кінцівки основної гри.
- Steins; Gate Elite (PS4, Vita, Nintendo Switch, PC, 2018) — повністю анімована версія оригінальної гри, що використовує матеріали з аніме-адаптації.
- Steins; Gate: Divergencies Assort (Nintendo Switch, 2019) — збірка з трьох ігор серії: Zero, Darling і Phenogram.

#### Манґа
- Steins;Gate — намальована Сарачі Йомі, випускалася в журналі Media Factory Monthly Comic Alive з вересня 2009 року. Перший твір «наукових пригод», офіційно виданий російською мовою.
- Steins;Gate: Bōkan no Rebellion — написана і намальована Кенджі Мідзутою, випускалася в журналі Mag Garden Monthly Comic Blade з лютого 2010 року.
- Steins;Gate: Onshuu no Brownian Motion — написана і намальована випускалася в журналі Enterbrain, Inc. Famitsu Comic Clear з липня 2010 року.
- Steins;Gate: Shijō Saikyō no Slight Fever — написана і намальована Юдзуханою Морітою, випускалася в журналах Kadokawa Shoten Comptiq і Monthly Shōnen Ace з лютого 2011 року.
- Steins;Gate: Aishin Meizu no Babel — написана і намальована Шін'ічіро Нарії, випускалася в журналі Shueisha Ultra Jump з травня 2012 року.
- Steins;Gate: Fuka Ryōiki no Déjà vu — намальована Кугаямою Рекі, випускалася в журналі Kadokawa Shoten Shōnen Ace з травня по листопад 2013 року.
- Steins;Gate: Mugen Enten no Arc Light — намальована Шін'ічіро Нарії, випускалася в журналі Ultra Jump з квітня по вересень 2014 року.[2][3]

#### Аніме
Аніме-адаптація студії White Fox показувалася з квітня по вересень 2011 року, OVA- епізод випущений в лютому 2012. Повнометражний фільм Steins;Gate: Fuka Ryōiki no Déjà vu вийшов у кінотеатрах 20 квітня 2013 року. ONA- серіал Steins;Gate: Sōmei Eichi no Cognitive Computing почав виходити в ефір у жовтні 2014 року у партнерстві з IBM. 12 Квітня 2018 року стартував показ адаптації Steins;Gate 0. Випускає серіал та ж студія White Fox. Також серіал стартував на стрімінговому майданчику Wakanim у тому числі російською мовою, що зробило його одним з перших матеріалів Аніме-продукції для російськомовних онлайн-користувачів.

### Robotics;Notes
Robotics;Notes (яп. ロボティクス・ノーツ, Robotikusu nōtsu) — третя гра серії, випущена для Xbox 360 і PlayStation 3 в червні 2012 року. Охарактеризована як «Збільшені наукові пригоди» (яп. 拡張科学ADV, Kakuchō kagaku ADV). Події відбуваються у 2019 році, головний герой Яшіо Кайто і його подруга дитинства Шіномія Акіхо перебувають в клубі робототехніки та мріють створити величезного робота.

#### Гра
- Robotics;Notes (Xbox 360, PS3, 2013)
- Robotics;Notes Elite (PS4, Vita, Nintendo Switch, PC, 2014) — поліпшена версія оригінальної гри. У 2019 році вийшла для PlayStation 4 і Nintendo Switch.
- Robotics;Notes DaSH (PS4, Nintendo Switch, PC, 2019) — продовження першої гри.

#### Манґа
- Robotics;Notes — намальована Асакавою Кейджі, випускалася в журналі Monthly Comic Blade з березня 2012 року.
- Robotics;Notes Phantom Snow — намальована Ґо, випускалася в журналі Famitsu Comic Clear з липня 2012 року.
- Robotics;Notes Revival Legacy — намальована Шіхірою Тацуєю, випускалася в журналі Ultra Jump з вересня 2012 року.
- Robotics;Notes Dream Seeker — намальована Цудзурі Юно, випускалася в журналі Square Enix Monthly Shōnen Gangan з жовтня 2012 року.
- Robotics;Notes Side Junna: Chiisana Natsu no Monogatari — намальована NB, випускалася в журналі Shōnen Ace з листопада 2012 року.
- Robotics;Notes Pleiades Ambition — намальована Сорою Токумо, випускалася в журналі Monthly Comic Alive з листопада 2012 року.

#### Аніме
Аніме-адаптація студії Production I.G транслювалася з жовтня 2012 по березень 2013 року в програмному блоці Noitamina на Fuji TV.

### Chaos;Child
ChäoS;Child (яп. カオスチャイルド, Kaosuchairudo) — четверта гра серії, тематичне продовження Chaos;Head, події гри відбуваються у 2015 році. Охарактеризована як «Ілюзорні наукові пригоди» (яп. 妄想科学ADV, 妄想科学ADV). Першочергово випущена для Xbox One 18 грудня 2014 року.

#### Гра
- Chaos;Child (Xbox One, PS3, PS4, Vita, PC, iOS, Android, 2014)
- CHAOS;CHILD 404 not found (Xbox One, PS3, PS4, Vita, 2014) — демоверсія гри.
- Chaos;Child Love Chu Chu!! (PS4, Vita, 2017) — комедійне відведення.

#### Манґа
- Сһаоѕ;Child — намальована Relucy, публікується Kadokawa в журналі Dengeki G's Magazine[7].
- CHAOS;CHILD 〜Children's Collapse〜 — намальована Оншіном Фуцу, публікується з 26 серпня 2016 року в журналі Gekkan Shōnen Sirius.

#### Аніме
Аніме-адаптація студії Silver Link транслювалася з січня по березень 2017 року.

## Примітка
1. ↑  Chaos;Head Dual Brings Chaos;Head Noah And Love Chu Chu To PlayStation Vita. Siliconera. 19 травня 2014. Архів оригіналу за 13 серпня 2016. Процитовано 30 березня 2015.
2. ↑  Green, Scott (19 квітня 2014). New Manga Tells "Steins;Gate" from Mayuri's Perspective. Crunchyroll. Архів оригіналу за 16 вересня 2016. Процитовано 19 квітня 2014.
3. ↑  Steins;Gate: Mugen Enten no Arc Light Manga Ends. Anime News Network. 17 серпня 2014. Архів оригіналу за 30 жовтня 2016. Процитовано 18 серпня 2014.
4. ↑  New Steins;Gate Anime Shorts Promote IBM's Next-Generation Computing. Anime News Network. 15 жовтня 2014. Архів оригіналу за 20 вересня 2020. Процитовано 30 березня 2015.
5. ↑  Steins;Gate 0 Follow-Up Game & Anime Announced. Anime News Network. 28 березня 2015. Архів оригіналу за 7 листопада 2015. Процитовано 30 березня 2015.
6. ↑  5pb. Unveils CHAOS;CHILD Game as 4th Installment in Science Adventure Series. Anime News Network. Архів оригіналу за 24 вересня 2015. Процитовано 15 липня 2016.
7. ↑  Chaos;Child Game Gets Manga Adaptation. Anime News Network. 27 квітня 2015. Архів оригіналу за 23 березня 2016. Процитовано 30 червня 2016.